# Göttingen
Göttingen (en baix alemany Chöttingen), és una ciutat de la Baixa Saxònia (Alemanya), capital del districte homònim. Està situada a les riberes del riu Leine, i l'any 2006 tenia 129.686 habitants.

## Història

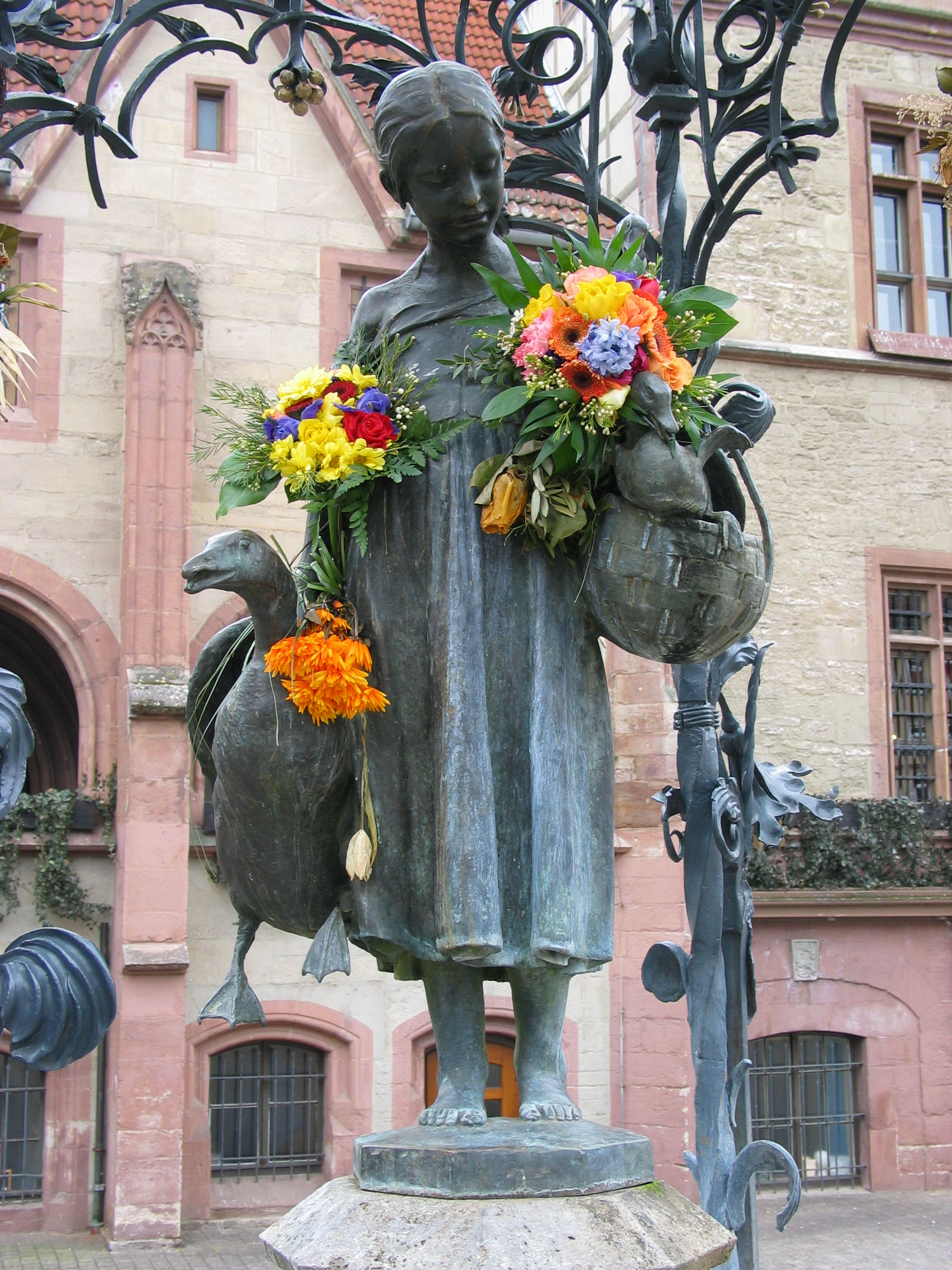
Gänseliesel

Els orígens de Göttingen es troben en una petita localitat anomenada Gutingi. Aquesta població apareix escrita per primer cop l'any 953 en un document de l'emperador Otó I del Sacre Imperi Romanogermànic. Anys més tard, aproximadament entre 1150 i 1200, es fundà al nord-oest de Gutingi l'actual ciutat de Göttingen. Tot i que no es coneix amb certesa la data, el fundador fou segurament Enric el Lleó, duc de Saxònia i Baviera.
Vers l'any 1200, Göttingen ja tenia els drets corresponents a una ciutat. L'antiga població de Gutingi, coneguda des de llavors com Ciutat Vella, s'integrà completament en poc temps a la nova ciutat. Entre 1351 i 1572, Göttingen formà part de la Lliga Hanseàtica. Posteriorment, a partir de 1584, va pertànyer al Principat de Brunswick-Wolfenbüttel; des de 1635, al Principat de Calenberg, i, finalment, des de 1692 al Principat electoral de Hannover. Temps més tard, l'any 1734 es fundà la Universitat de Göttingen, oficialment anomenada "Georg-August-Universität Göttingen", i en la que treballaren alguns dels científics més importants d'Alemanya.
Durant la Guerra dels Set Anys després de la batalla de Warburg va caure temporalment en mans franceses. Durant les guerres napoleòniques, l'any 1806, Göttingen passà breument sota control prussià, i només un any després, el 1807, al regne napoleònic de Westfàlia. Tots aquests canvis territorials s'anul·laren després de la derrota definitiva de Napoleó Bonaparte, i l'any 1813 la ciutat tornà a ser sota el control de Hannover, ducat que només un any més tard esdevindria regne. Tot i això, l'any 1866, després de la derrota d'Àustria i la seva aliada Hanover a la Guerra austroprussiana, la ciutat passà a mans de Prússia.
Ja al segle xx, durant la fosca etapa del Tercer Reich, la ciutat va tenir molt a prop un camp de concentració per a adolescents (anomenat en alemany Jugendkonzentrationslager Moringen). El camp no seria alliberat fins als darrers mesos de la Segona Guerra Mundial, ja el 1945.
Durant aquesta guerra, la ciutat va patir molt poc els bombardejos aliats que van destruir moltes altres ciutats. Així, només es va destruir un 2,1 % de la ciutat, cosa que ha permès conservar un gran nombre d'edificis històrics situats al nucli antic. La zona s'ha convertit en un atractiu centre, amb nombrosos comerços, cafès i bars. La majoria dels estudiants de la Universitat viuen a la zona, el que li dona una imatge força dinàmica. De fet, l'any 2003 el 45 % de la població de Göttingen tenia entre 18 i 30 anys.

## Geografia
La ciutat de Göttingen està situada al límit de la vall que formen els rius Leine i Ilme, davant dels boscos de Göttingen i Northeim. La zona està envoltada pels turons de Hainberg, a l'est, i el Kleiner Hagen, a l'oest. Al sud de la ciutat s'hi troba el petit estany de Kiessee.

### Trànsit
El municipi està creuat, a la seva zona occidental, per l'autopista federal A7, de la ruta Hannover-Kassel-Würzburg. Al sud del terme, la bifurcació de Drammetal permet connectar amb l'autopista A38. A més, les autovies B3 i B27 també passen per la zona.
L'estació de trens, fundada l'any 1856, forma part de la línia d'alta velocitat ICE que connecta Göttingen amb Hannover i Frankfurt. D'altra banda, els aeroports més propers es troben a Hannover, Kassel i Paderborn.
Internament, el transport públic és gestionat per l'empresa GöVB (Göttinger Verkehrsbetriebe - Empresa de Transports de Göttingen). Tot i això, el mitjà més utilitzat és la bicicleta, molt estès sobretot entre els estudiants. De fet, moltes vies han estat dissenyades exclusivament per a l'ús de la bicicleta.

## La ciutat

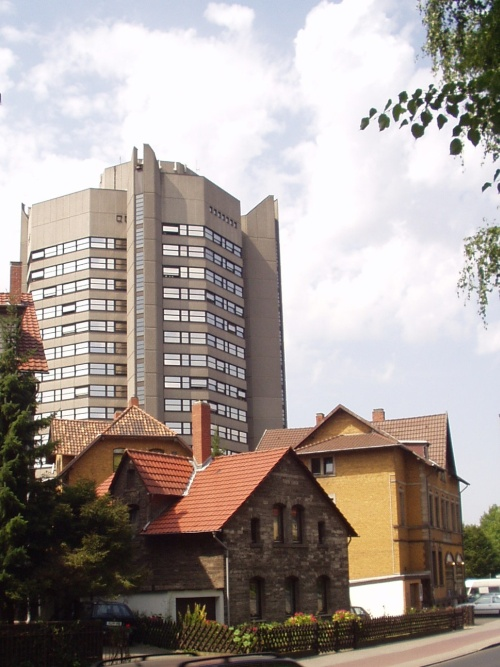
Nou ajuntament de Göttingen

La ciutat de Göttingen està dividida administrativament en 18 barris, alguns dels quals tenen la seva pròpia representació als consells municipals, formats per entre 9 i 13 persones, segons la població de cada barri. El seu portaveu (Ortsbürgermeister) representa a cada consell davant el Consell Major (Gesamtgemeinderat), que està obligat a escoltar a cada representant en aquells afers que impliquin explícitament a cada barri.
Dins d'aquest Consell Major també es troben representats alguns municipis mancomunats situats a la rodalia de Göttingen, com ara Bovenden, Waake, Gleichen, Friedland, Rosdorf, Dransfeld i Adelebsen.

### Política
El primer consell municipal, format per 24 representants, va formar-se al segle xii. La seva elecció tenia lloc el dilluns després del dia de Sant Miquel. A més, des de 1319 va incloure el nou raval de Neustadt, situat a l'altra riba del riu. A partir de 1611, però, l'elecció s'obrí a tots els ciutadans que practiquessin certes professions; posteriorment era el consell qui escollia el Bürgermeister o alcalde. L'any 1669 el nombre de consellers es reduí a 16 i, posteriorment, a 12.
L'any 1690, l'administració patí canvis profunds. El nou consell passà a estar format per un jutge, dos alcaldes, un advocat, un secretari i vuit consellers. Tots els càrrecs eren designats pel govern del Principat. Més tard, durant el domini napoleònic, el govern de la ciutat va recaure en mans d'un alcalde o maire, que basava el seu suport en un consell municipal.
L'any 1831 es produí una nova reforma de la constitució i de l'administració. La ciutat passà a ser governada per un únic representant, que des de 1844 rebé oficialment el nom d'alcalde. Canvis menors van anar perfilant les seves competències durant la industrialització del país. Durant el Tercer Reich, però, el representant era nomenat a dit entre els membres del partit nazi.
Després de la Segona Guerra Mundial, el 1946, les autoritats militars britàniques que administraven la ciutat van introduir una constitució comunal segons el model anglès. Aquest model és el que es manté encara avui dia.

### Economia i infraestructura
La ciutat és un important centre industrial dedicat principalment a l'òptica i la maquinària mecànica de precisió. Entre els seus productes més coneguts es troben els microscopis de Carl Zeiss.
L'índex d'atur, però, era l'any 2003 del 12,6 %.

## Escut
L'escut de Göttingen representa tres torres de color argent amb teulades vermelles, sobre un fons blau. Les torres laterals, rematades per creus, tenen 4 finestres, mentre que al voltant de la torre central apareixen quatre esferes d'argent. Dins del camp vermell inferior s'hi troba un lleó daurat, símbol de la dinastia Welf, que regí, amb diverses branques, els destins de Göttingen durant 850 anys.
Les primeres referències a aquest escut són de l'any 1272. Tot i això, en certes ocasions la ciutat ha fet servir un escut més simple, en què es mostrava una "G" majúscula negra sobre un fons daurat i encapçalat per una corona.

## Fills il·lustres
- Hans Schwerdtfeger (1902-1990), matemàtic.
- Hermann Wolfgang von Waltershausen (1882-1954) compositor, director d'orquestra i musicògraf.

## Ciutats agermanades
La ciutat de Göttingen manté relacions d'agermanament amb les següents localitats:
- Toruń, (Polònia), des de 1978
- Cheltenham, (Regne Unit), des de 1951
- Pau, (França), des de 1962
- Wittenberg, (Saxònia-Anhalt, a l'antiga República Democràtica Alemanya), des de 1988.
- La Paz Centro, (Nicaragua), des de 1989, tot i que no es tancà formalment.